# Saint-Bômer-les-Forges
Saint-Bômer-les-Forges település Franciaországban, Orne megyében. Lakosainak száma 1023 fő (2022. január 1.). Saint-Bômer-les-Forges Saint-Clair-de-Halouze, Banvou, Champsecret, Le Châtellier, Domfront en Poiraie, Dompierre és Lonlay-l’Abbaye községekkel határos.

## Népesség
A település népessége az elmúlt években az alábbi módon változott:
| Lakosok száma | 1037 | 1043 | 1077 | 1040 | 1033 | 1026 | 1027 | 1024 | 1023 |
|               | 2013 | 2015 | 2016 | 2017 | 2018 | 2019 | 2020 | 2021 | 2022 |